# Collins English Dictionary

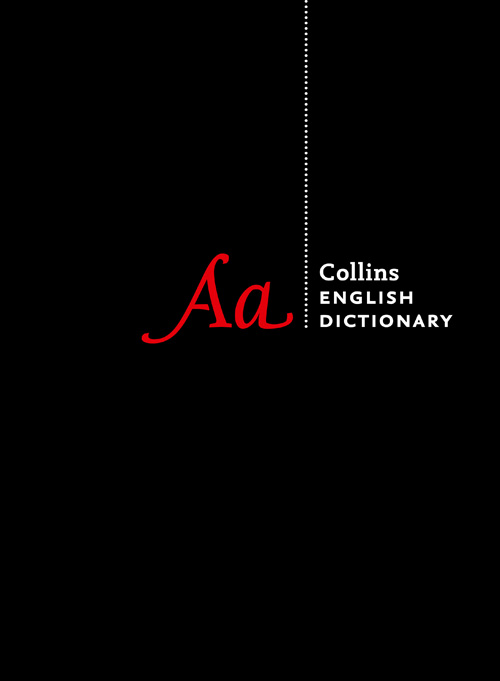
Okładka 12. wydania słownika Collins

Collins English Dictionary (CED) – słownik brytyjskiej odmiany języka angielskiego publikowany przez wydawnictwo HarperCollins z siedzibą w Glasgow, dostępny w wersji drukowanej oraz on-line.
Pierwsze wydanie słownika z 1979, jako pierwsze tego typu wydawnictwo w Wielkiej Brytanii, wykorzystywało komputerowe bazy danych i komputerowy skład. Dzięki temu hasła mogły mieć wielu autorów pracujących wspólnie nad tym samym słowem, które do wersji końcowej trafiało jako wypadkowa wysiłku więcej niż jednego autora. Podstawowym założeniem było stworzenie słownika współczesnej angielszczyzny, który współczesne znaczenia słów traktowałby jako podstawowe; w tym sensie był brytyjskim odpowiednikiem wydanego dekadę wcześniej amerykańskiego American Heritage Dictionary. Oba słowniki łączyła także idea wyjaśniania słów w sposób bardziej przystępny. Redaktorem pierwszej edycji był Patrick Hanks.
Wczesne wydania słownika opierały się w dużej mierze na przykładach tworzonych przez leksykografów, w nowszych wydaniach coraz więcej z nich pochodzi z przygotowanego przez COBUILD korpusu Bank of English. Wydanie 12. ukazało się 23 października 2014.

## CollinsDictionary.com
Pełna edycja słownika została opublikowana w Internecie 31 grudnia 2011 pod adresem CollinsDictionary.com. Równocześnie z nią opublikowano także słowniki francuski, niemiecki, hiszpański i włoski. 
W sierpniu 2012 portal CollinsDictionary.com uruchomił – połączoną z serwisem Facebook – możliwość dodawania neologizmów i nowych słów. Nad całością słownika czuwa jednak nadal redakcja, co odróżnia go od Wikisłownika czy Urban Dictionary. Wcześniej, od 2004, nowe słowa można było zgłaszać na forum internetowym.
W maju 2015 roku do CollinsDictionary.com dodano 6500 nowych słów dopuszczalnych w grze Scrabble (tzw. ang. Collins Official Scrabble Wordlist). Wśród nich wiele było wyrażeń slangowych, związanych z mediami społecznościowymi, żywnością i technologią.